# Bernardo Peres da Silva

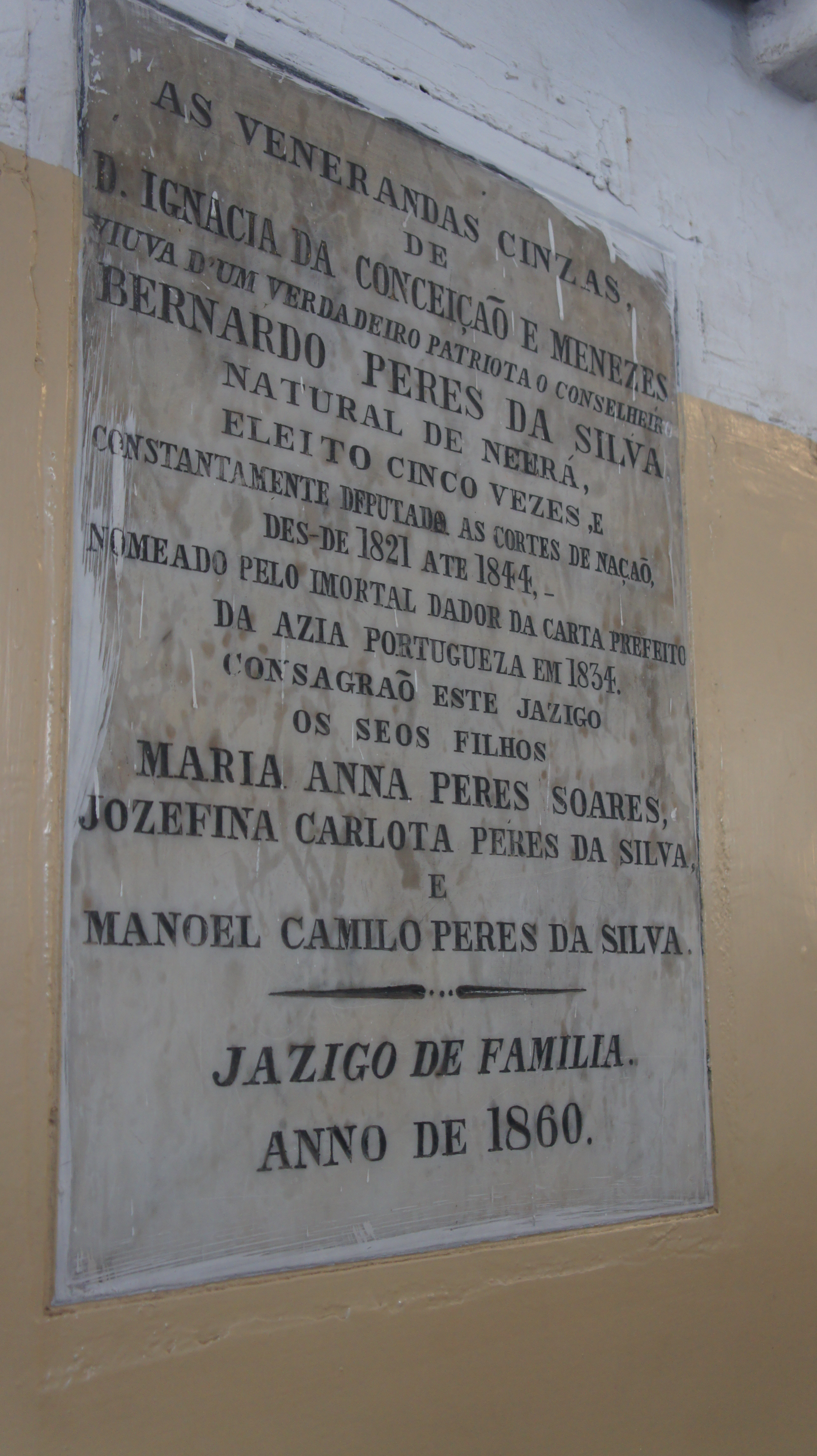

Bernardo Peres da Silva (Goa, Ilhas de Goa, Neurá, 15 de Outubro de 1775 — Lisboa, 14 de Novembro de 1844) foi um médico, professor da Escola Médico-Cirúrgica de Goa, e político liberal português, de origem goesa, que entre outras funções foi deputado às Cortes do vintismo e da Monarquia Constitucional Portuguesa e governador do Estado da Índia (1834). Foi o primeiro e único goês a assumir o governo da Índia Portuguesa (à excepção do Membro do Conselho de Governo Francisco Wolfgango da Silva) nos 451 anos de presença portuguesa naquele território e um dos primeiros parlamentares eleitos nas colónias portuguesas do Oriente.

## Biografia
Filho de José Tomás de Vila-Nova Peres e de sua mulher Mariana Veloso, Goeses católicos, ficou órfão ainda criança, passando a viver com um seu tio paterno, Caetano Peres, que era padre no Seminário de Rachol. Frequentou estudos preparatórios naquele seminário, matriculando-se de seguida no curso de Medicina da Escola Médico-Cirúrgica de Goa, que completou. Concluído o curso passou a trabalhar como médico no Hospital Real de Panelim.
Interessado pela vida política, foi eleito Vereador da Câmara Municipal de Ilhas de Goa, distinguindo-se na defesa dos interesses locais contra os privilégios da aristocracia, indiciando o pendor liberal das suas opiniões políticas.
Entretanto, tendo sido seleccionado em concurso público, foi nomeado professor substituto da Escola Médico-Cirúrgica de Goa, mas manteve-se activo na vida política, contestando algumas das medidas do vice-rei Diogo de Sousa, conde de Rio Pardo, em matérias relacionadas com o exercício de medicina, especialmente quando este pretendeu reduzir o acesso aos cuidados médicos prestados no Hospital. Pouco depois, tendo adoecido gravemente o professor titular, foi nomeado definitivamente para o lugar.
A oposição às medidas sanitárias do vice-rei granjeou-lhe grande popularidade entre a população, mas levou a que o conde de Rio Pardo o considerasse um perigoso agitador. Em resultado dessa situação, em 1820 os seus serviços no Hospital Real foram dispensados.
Em Março de 1821 chegaram a Goa os ecos da Revolução Liberal do Porto, ocorrida em Agosto de 1820, e da consequente implantação do regime liberal em Portugal. A notícia terá chegado através de Rogério de Faria, um comerciante goês em Bombaim que era amigo Bernardo Peres da Silva, ou mesmo seu parente, que lhe terá enviado cópias dos decretos da Junta Provisória.
Quando o vice-rei resolveu esperar por instruções da corte do Rio de Janeiro, onde se encontrava refugiada a família real portuguesa, em vez de realizar de imediato as eleições decretadas pela Junta Provisória, Bernardo Peres da Silva foi um dos mais activos líderes do levantamento de civis e militares que ocupou o Palácio do Governo em Pangim, depôs o Conde do Rio Pardo do cargo de vice-rei e proclamou o regime liberal. Apesar do seu envolvimento, Bernardo Peres da Silva recusou um lugar no governo provisório que então se formou em Goa.
Quando a 14 de Janeiro de 1822 finalmente se realizaram em Goa as eleições para deputados às Cortes Gerais e Extraordinárias da Nação Portuguesa, Bernardo Peres da Silva foi um dos três deputados eleitos pela Índia Portuguesa (os outros dois foram o Dr. Constâncio Roque da Costa, também goês, e o Dr. António José de Lima Leitão, físico-mor de origem portuguesa). Fez assim parte do grupo dos primeiros deputados a serem eleitos nas colónias portuguesas do Oriente.
Depois de uma viagem atribulada, que incluiu uma breve detenção na ilha de Moçambique, os deputados chegaram a Lisboa apenas para descobrirem que as Cortes já tinham concluído a aprovação da Constituição Portuguesa de 1822 e tinham sido dissolvidas pela Vilafrancada. Bernardo Peres da Silva foi então nomeado para Intendente Geral da Agricultura da Índia, cargo que fora até então ocupado por António José de Lima Leitão, que com ele tinha sido eleito deputado e que entretanto decidira permanecer em Lisboa. Não tendo a nomeação obtido imediata execução, durante a sua permanência em Lisboa, Bernardo Peres da Silva frequentou os círculos liberais mais avançados.
Regressado a Goa, em 1827 foi novamente eleito deputado, agora às Cortes do vintismo, tendo como adversário o governador da Índia. Tal como da primeira vez, quando chegou a Lisboa, as Cortes estavam dissolvidas e D. Miguel I de Portugal estava em pleno processo de restauração do regime absolutista. Liberal convicto, viu-se obrigado a fugir e a juntar-se à emigração, primeiro em Londres e depois no depósito de Plymouth. Durante a sua permanência na Inglaterra, Bernardo Peres da Silva publicou um manifesto contra a restauração do absolutismo em Portugal, que foi citado na Câmara dos Comuns do Reino Unido. Terá sido o primeiro manifesto político até então publicado por um indiano (goês) na Europa.
Da Grã-Bretanha e Irlanda passou ao Brasil, onde viveu alguns anos na cidade do Rio de Janeiro trabalhando como professor particular, escapando assim às perseguição dos miguelistas e às tribulações da Guerra Civil Portuguesa. Durante a sua permanência no Brasil escreveu e publicou uma obra intitulada Diálogo entre um Doutor em Filosofia e um Português na Índia sobre a Constituição Política de Portugal. Um seu filho integrou o exército liberal e participou no Desembarque do Mindelo e no Cerco do Porto.
Assinada a Convenção de Évora Monte e terminada a Guerra Civil Portuguesa (1828-1834), Bernardo Peres da Silva, que regressara a Portugal em 1833, foi de novo nomeado deputado em 1834, submetendo de imediato um memorando ao novo governo defendendo os interesses e liberdades dos goeses. Tendo em conta a sua fidelidade à causa liberal, os seus serviços e os do seu filho, a 7 de Maio do mesmo ano de 1834 foi nomeado por D. Pedro IV, então já regente em nome da sua filha D. Maria II de Portugal, para o cargo de vice-rei da Índia, então redesignado como Prefeito das Índias, na sequência das reformas de Mouzinho da Silveira, e despido da sua componente militar, já que ao contrário dos anteriores vice-reis não tinha poderes sobre o exército. Foi assim o primeiro e único Goês católico (à excepção do Membro do Conselho de Governo Francisco Wolfgango da Silva) a ser nomeado para governar a Índia Portuguesa durante os 451 anos em que aquela colónia existiu.
Embarcou então na fragata Princesa Real para mais uma viagem até à Índia, tendo chegado a Goa no dia 10 de Janeiro de 1835, tomando posse do cargo no dia 14 daquele mês. Sendo a primeira vez que um cidadão natural de Goa ia governar a Índia Portuguesa, Bernardo Peres da Silva foi inicialmente recebido com grande entusiasmo pela população local, embora entre os militares e funcionários de origem europeia fossem muitas as dúvidas e grande a hostilidade ao novo regime que ele representava.
Instalado no governo do Estado da Índia, as suas primeiras medidas visaram moralizar a administração pública e favorecer a população local. Para isso, logo na primeira semana do seu governo, procedeu à nomeação de um Conselho da Prefeitura, constituído por Manuel Correia da Silva e Gama, pelo brigadeiro António José de Melo Souto, pelo major Teles e pelo comendador D. José Maria de Castro e Almeida, e reorganizou os serviços judiciais e fiscais. Também procedeu à extinção das ordens monásticas, numa medida que gerou grande hostilidade da comunidade católica.
Os benefícios que tentou introduzir a favor da população local, nomeadamente das comunidades aldeãs de Goa, organizações comunitárias de posse da terra, incluíram a extinção do imposto de um sexto sobre os rendimentos que estas "cooperativas" tinham que pagar ao Estado. No sector da justiça pretendeu eliminar alguns abusos que eram praticados pelas classes privilegiadas.
Algumas das medidas tomadas por Bernardo Peres da Silva afectaram seriamente os interesses instalados em Goa e foram particularmente mal recebidas pelos funcionários metropolitanos destacados na colónia, que se sentiam ameaçados no seu estatuto e privilégios, e pelas chefias militares, exclusivamente metropolitanas. A desconfiança com que fora recebido, e o descontentamento causado pelas suas acções iniciais, esteve na base da revolta das forças militares, desencadeada na noite 1 de Fevereiro de 1835.
Apesar de nem todas as unidades militares terem apoiado a revolta, esta terminou com a destituição de Bernardo Peres da Silva, apenas 17 dias após a sua tomada de posse, tendo este sido detido, embarcado à força num navio e obrigado a partir para o exílio em Bombaim. Para o substituir foi escolhido Manuel Francisco de Portugal e Castro, que anteriormente exercera as funções de vice-rei.
Entretanto, a 10 de Fevereiro deu-se uma nova revolta em Goa, desta vez a favor da reposição de Bernardo Peres da Silva no governo da colónia. O movimento foi protagonizado por uma Bataria de Artilharia e pelo Primeiro Regimento de Infantaria, unidades militares que se tinham oposto à revolta militar de 1 de Fevereiro. Os revoltosos exigiram a recondução de Bernardo Peres da Silva como prefeito e pretenderam forçar o governador militar a tomar as medidas necessárias ao seu regresso. Porém, o governador militar Fortunato de Melo recusou ceder às exigências da tropa local e no dia para o qual estava anunciada a chegada de Bernardo Peres da Silva ordenou a prisão dos implicados.
Os revoltosos refugiaram-se no Forte Gaspar Dias, onde depois de uma resistência heróica, a maior parte dos amotinados foi massacrada, tendo o forte ficado totalmente em ruínas. Outro grupo de apoiantes refugiou-se no Forte de Tiracol, no extremo norte do território, de onde também foram desalojados pelas forças do governador militar Fortunato de Melo e na sua maioria assassinados após se terem rendido com a promessa das suas vidas serem poupadas.
Entretanto, o líder da revolta anterior, duvidando da legalidade do seu acto e temendo ser preso, demitiu-se e entregou o governo ao Conselho de Prefeitura que havia sido nomeado por Bernardo Peres da Silva. Nova revolta surgiu a 3 de Março, desta vez protagonizada por soldados goeses que exigiam o regresso de Bernardo Peres da Silva ao governo como prefeito.
Desconhecedor destes eventos, ao chegar a Bombaim, Bernardo Peres da Silva pediu o apoio das autoridades britânicas, dado que a Grã-Bretanha era aliada de Portugal e deveria apoiar a autoridade legal de Goa. Esta expectativa gorou-se, já que os britânicos se recusaram a intervir na disputa.
Não podendo contar com o apoio oficial britânico, permaneceu nos arredores de Bombaim durante cinco meses preparando uma força expedicionária para capturar Goa pela força. Com o apoio financeiro Rogério de Faria, na altura um rico comerciante e exportador de ópio para a China, conseguiu recrutar cerca de 300 homens, que se concentraram nos subúrbios de Bombaim, de onde embarcaram a 27 de Maio em cinco navios com destino a Goa.
Não tendo levado em conta a meteorologia, a 6 de Junho a expedição foi obrigada a retroceder pela força dos ventos da monção e acabou por regressar a Bombaim.
Gorada a expedição a Goa, Bernardo Peres da Silva viu-se obrigado a procurar uma alternativa. Decidiu então que a expedição se deveria dirigir para Damão, um enclave português a norte de Bombaim. Ali foi recebido por um grupo de liberais e de personalidades envolvidas no contrabando do ópio que o apoiaram no estabelecimento de uma administração provisória da Prefeitura, que ali se manteria até 1837.
Em Damão, recebeu armamento e apoio logístico de Rogério de Faria, preparando-se para defender Damão em caso de ataque por parte das forças de Goa. Como contrapartida, Rogério de Faria beneficiaria de isenção aduaneira nos seus negócios de ópio através do território de Damão, então a principal via de saída da droga contrabandeada para fugir aos impostos britânicos. Apesar desses arranjos, quando a tomada de Goa falhou gerou-se uma dívida de Rs 67 957, valor que a administração de Damão se recusou a pagar. A consequência foi a falência dos negócios de Faria, já abalados pelo esforço inglês em concentrar o comércio do ópio em Bombaim.
A situação criada com estes acontecimentos não permitiram concretizar o regresso ao poder de Bernardo Peres da Silva, que entretanto perdera o apoio de Rogério de Faria, tendo por esse motivo sido instituído um Governo Provisório constituído por Rocha de Vasconcelos como Presidente, tendo como vogais o Dr. Manuel José Ribeiro e frei Constantino de Santa Rita. Entretanto, em 1836 realizaram-se eleições em Goa, tendo Bernardo Peres da Silva perdido o seu lugar de deputado.
O impasse terminou com a nomeação de Simão Infante de Lacerda de Sousa Tavares, barão de Sabroso, como novo governador da Índia Portuguesa. Submetendo-se à vontade real, Bernardo Peres da Silva aceitou a nomeação do novo governador e regressou a Goa, onde fez as pazes com o novo governador e se reintegrou na vida política da colónia.
Voltou a ser eleito deputado às Cortes em eleições realizadas a 2 de Setembro de 1838, sendo sucessivamente reeleito em 7 de Abril de 1849 e em 9 de Outubro de 1842. A sua acção no Parlamento foi de grande relevo, tendo como membro da Comissão Parlamentar de Política Colonial defendido intransigentemente os interesses da Índia Portuguesa e de outros territórios ultramarinos portugueses. Também propôs a retirada das forças militares metropolitanas estacionadas em Goa. Um dos seus discursos na Câmara dos Deputados foi publicado em 1840, com o título de Aos Representantes da Nação Portuguesa. Manteve-se como deputado eleito por Goa até falecer.
Durante a maior parte da sua vida Bernardo Peres da Silva viveu em pobreza, situação em que faleceu. As dificuldades financeiras que atravessou nos últimos tempos da sua vida obrigaram-no a vender a mobília da sua casa para pagar as despesas com a sua saúde. Faleceu em Lisboa a 14 de Novembro de 1844, sendo sepultado no Cemitério dos Prazeres em jazigo pago pelo Estado.
Na galeria de retratos do Museu Arqueológico de Panaji, Goa, está exposto um retrato de Bernardo Peres da Silva. Deixou diversos livros publicados e múltiplos textos dispersos.